# Geranomyia flavitarsis
Geranomyia flavitarsis är en tvåvingeart som beskrevs av Edwards 1928. Geranomyia flavitarsis ingår i släktet Geranomyia och familjen småharkrankar. Inga underarter finns listade i Catalogue of Life.